# Schöndorf (Breitenbrunn)
Schöndorf ist ein Gemeindeteil des Marktes Breitenbrunn im Landkreis Neumarkt in der Oberpfalz in Bayern. 

## Geographie
Das Dorf liegt nordöstlich des Gemeindesitzes im Oberpfälzer Jura auf 530 m ü. NHN auf der Jurahochfläche. Die nächsten mäßig höheren Erhebungen sind der südwestlich gelegene Hohe Trift (544 m ü. NHN), der nordwestlich gelegene Spanberg (573 m ü. NHN) und der nördlich gelegene Wolfersberg (586 m ü. NHN). 
Man erreicht den Ort über die von der Staatsstraße 2660 nach Süden abzweigende Kreisstraße NM 31. Südlich des Dorfes schlängelt sich die NM 31 durch das nahe Hamberg, an dessen Ortsende sie die Kreisstraße NM 2 kreuzt.

## Geschichte
Schöndorf wird im 11. Jahrhundert als Rodungsort entstanden sein. Um 1177 sind zwei Klöster in Schöndorf begütert: das Kloster St. Emmeram zu Regensburg und das Kloster Prüfening.
Um 1600 bestand Schöndorf  aus neun Anwesen, die zur Gänze grundherrlich der Herrschaft Velburg gehörten; von vier Anwesen sind die damaligen Untertanen namentlich überliefert: Mullner, Schrötl, Leuckhum und Pren. Am Ende des Alten Reichs, um 1800, bestand Schöndorf aus zehn Anwesen des Amtes Velburg, nämlich aus zwei großen Höfen (im Besitz der Familien Dietz und Gebwein), zwei Halbhöfen (Plembl sowie Bschierl und Prackh gemeinsam) und sechs Viertelhöfen (Bschierl, Bschierl, Pöänckl, Füntzls Witwe, Bschierl, Kündl); gemeindlicher Besitz war das Hirtenhaus.
Im Königreich Bayern bildete Hamberg einen Steuerdistrikt im Landgericht Parsberg, dem neben Hamberg Schöndorf und die Einöde Eckerding angehörten. Mit dem zweiten Gemeindeedikt von 1818 wurde daraus 1821 die Ruralgemeinde Hamberg. Bei dieser Gemeinde blieb es bis zur Gebietsreform in Bayern, als die bis dahin im Landkreis Parsberg gelegene Gemeinde zunächst am 1. Juli 1972 in den Landkreis Neumarkt eingegliedert und am 1. Januar 1978 in den Markt Breitenbrunn eingemeindet wurde.
Als Denkmal gilt das Haus Nr. 34, ein Wohnstallbau mit Fachwerkgiebel aus der ersten Hälfte des 19. Jahrhunderts.

## Kirchliche Verhältnisse
Schöndorf gehörte seit altersher mit dem nahegelegenen Hamberg zur katholischen Pfarrei Breitenbrunn im Bistum Eichstätt, deren Pfarrkirche seit 1406/10 durch Schenkung des Hadmar von Laaber dem Kloster Bergen inkorporiert war. Als das Herzogtum Pfalz-Neuburg zum Luthertum übertrat, wurde Schöndorf zusammen mit Hamberg ausgepfarrt und bald darauf in die seit 1543 lutherische Pfarrei Daßwang eingepfarrt. Auch nach der Gegenreformation 1618 verblieb Schöndorf bei der nun wieder katholischen Pfarrei Daßwang, wo 1642 eine neue Pfarrkirche errichtet wurde. Um 1937 lebten im Dorf 63 Katholiken und keine Andersgläubigen. Mit Wirkung zum 1. September 2013 wurde die Expositur Hamberg mit Eckerding und Schöndorf aus der Pfarrei Daßwang wieder in die Pfarrei Breitenbrunn umgepfarrt.